# Dove la terra finisce
Dove la terra finisce è un romanzo dello scrittore statunitense Michael Cunningham.

## Trama
Il libro descrive la località di Provincetown, a Cape Cod, e la vita che vi si svolge. La cittadina, ormai soprattutto meta turistica ma un tempo rifugio di intellettuali e artisti, viene descritta come l'ultimo lembo non solo geografico di un mondo che non c'è più.
L'autore, partendo dalla propria esperienza nata per caso all'inizio della carriera di scrittore, utilizza la topografia e le caratteristiche del luogo per ricostruire le sensazioni e le aspettative che la località ha suscitato negli abitanti e nei visitatori sin dal momento della fondazione, avvenuta per opera dei Padri Pellegrini.

## Edizioni
- Michael Cunningham, Dove la terra finisce, Bompiani, 2003, ISBN 88-452-5444-5.
- Michael Cunningham, Dove la terra finisce, Bompiani, 2006, ISBN 88-452-5674-X.